# Lijst van voetbalinterlands Brazilië - Nigeria (vrouwen)
Deze lijst van voetbalinterlands is een overzicht van alle officiële voetbalinterlands tussen de nationale vrouwenteams van Brazilië en Nigeria. De landen hebben tot nu toe drie keer tegen elkaar gespeeld.

## Wedstrijden
| № | Plaats          | Datum            | Competitie             | Wedstrijd          | Uitslag |
| - | --------------- | ---------------- | ---------------------- | ------------------ | ------- |
| 1 | Washington D.C. | 1 juli 1999      | WK 1999                | Brazilië − Nigeria | 4 − 3   |
| 2 | Peking          | 12 augustus 2008 | Olympische Spelen 2008 | Nigeria − Brazilië | 1 − 3   |
| 3 | Bordeaux        | 25 juli 2024     | Olympische Spelen 2024 | Nigeria − Brazilië | 0 − 1   |

## Samenvatting
| Competitie        | Totaal gespeeld | Winst Brazilië | Gelijk | Winst Nigeria | Doelsaldo Brazilië – Nigeria |
| ----------------- | --------------- | -------------- | ------ | ------------- | ---------------------------- |
| WK-eindronde      | 1               | 1              | 0      | 0             | 4 − 3                        |
| Olympische Spelen | 2               | 2              | 0      | 0             | 4 − 1                        |
| Totaal            | 3               | 3              | 0      | 0             | 8 − 4                        |